# عيلة الدوغري (مسلسل)
عيلة الدوغري مسلسل تليفزيوني مصري من إنتاج سنة 1980.
قصة نعمان عاشور وسيناريو وحوار محسن زايد وإخراج يوسف مرزوق وبطولة عماد حمدي، يوسف شعبان، معالي زايد، مديحة حمدي، محمود الجندي، نبيلة السيد، شفيق نور الدين، يسري مصطفى، عايدة كامل، عبد الحفيظ التطاوي
ومن إنتاج مؤسسة الخليج للأعمال الفنية لصالح تلفزيون دبي حيث تم التصوير في استديوهاته سنة 1980 أيضا.
قصة المسلسل
تدور الأحداث حين يموت الأب ومشاكل الأبناء تسئ يوما بعد يوم